# Dos mejor que uno
Dos mejor que uno es una película española de 1984, dirigida por Ángel Llorente. Cuenta con dos horas de duración y pertenece al género comedia.

## Reparto
José Sacristán, Antonio Resines, Carlos Tena, Agustín González, Ahmed Zaidi, José Sazatornil "Saza", Carme Elías, Jorge Sanz, Rafaela Aparicio, Rafael Alonso, Alejandra Grepi, Marta Fernández Muro

## Sinopsis
Dos amigos de toda la vida, enamorados de la misma mujer, ponen en marcha un proyecto en común: plantar un huerto. Los problemas empiezan cuando un banco se interesa por el solar elegido. Película basada en la novela El señor del huerto, del escritor José Luis Olaizola.